# Aleja Solidarności w Tczewie
Aleja Solidarności - aleja w Tczewie będąca częścią Drogi krajowej nr 91. Jest najdłuższą ulicą w Tczewie i przecina miasto, oddzielając osiedla: Suchostrzygi, osiedle Bajkowe oraz osiedle Wincentego Witosa od pozostałej części miasta.
Aleja rozpoczyna się niedaleko Zajączkowa Tczewskiego. W połowie swojego biegu tworzy ważne skrzyżowanie z ulicami Wojska Polskiego i Jagiellońską (Droga wojewódzka nr 224), które można uznać za środek miasta. Kończy się pod Czarlinem. Umożliwia tym samym dojazd do drogi krajowej nr 22, którą to można pokonać Wisłę po niedalekim Moście Knybawskim.